# فيتالي كاربيانكا
فيتالي كاربيانكا (مواليد 6 يوليو 1966) هو ملاكم لتواني، مثّل بلاده في الألعاب الأولمبية الصيفية في دورتي 1992 و1996.

## روابط خارجية
فيتالي كاربيانكا على موقع أوليمبيديا (الإنجليزية)